# Once You've Had the Best
«Once You've Had the Best» es una canción escrita e interpretada originalmente por el cantante estadounidense Johnny Paycheck en su álbum Mr. Lovemaker. La versión más conocida de la canción es la rendición del músico estadounidense George Jones. Fue publicada el 24 de octubre de 1973 como el sencillo principal de su álbum The Grand Tour (1974).

## Recepción de la crítica
Un escritor no especificado de la revista Cash Box escribió: “Esta balada de ritmo suave es un tour de force del talento country. Con George Jones cantando la voz sensible, Johnny Paycheck escribiendo la letra y Bergan White arreglando el exuberante acompañamiento de cuerdas, no hay forma de que este disco no sea un éxito”.

## Posicionamiento
| Gráfica (1974)                                      | Pico de posición |
| --------------------------------------------------- | ---------------- |
| Canadá (RPM Country Additions)                      | 65               |
| Estados Unidos (Billboard Hot Country Singles)      | 3                |
| Estados Unidos (Cash Box Country Top 75)            | 3                |
| Estados Unidos (Record World Country Singles Chart) | 1                |